# Primärer Donnerschlagkopfschmerz
Beim primären Donnerschlagkopfschmerz kommt es zu plötzlichen stärksten Kopfschmerzen im Sinne eines Vernichtungskopfschmerzes („Donnerschlagkopfschmerz“, engl. thunderclap headache), ohne dass in der weiterführenden Diagnostik eine zugrundeliegende Ursache gesichert werden kann. Der primäre Donnerschlagkopfschmerz ist somit eine Ausschlussdiagnose. In der Internationalen Klassifikation von Kopfschmerzerkrankungen (ICHD) ist der primäre Donnerschlagkopfschmerz als eigenständige Krankheitsbild abgegrenzt, ob dieses tatsächlich existiert, ist unklar.

## Diagnose
Der primäre Donnerschlagkopfschmerz wird gemäß den nachfolgenden Kriterien diagnostiziert. Betroffene sollten umfangreiche Diagnostik erhalten haben (Magnetresonanztomografie (MRT) des Kopfes mit Angiografie, Lumbalpunktion zur Liquordiagnostik), um sekundäre Ursachen von Donnerschlagkopfschmerz auszuschließen. Diese sind vielfältig und schließen auch lebensbedrohliche Diagnosen wie die Subarachnoidalblutung ein, weshalb in der Akutsituation häufig eine Computertomografie (CT) des Kopfes erfolgt. Ducros und Bousser (2013) weisen darauf hin, dass beispielsweise für die Diagnosestellung beim reversiblen zerebralen Vasokonstriktionssyndroms (RCVS) auch wiederholte Bildgebung notwendig sein kann.
Weiterhin sollten auslösende Faktoren, die andere Diagnosen (Primärer Hustenkopfschmerz, Primärer Anstrengungskopfschmerz, Primärer Kopfschmerz bei sexueller Aktivität) bedingen, ausgeschlossen werden. Die Autoren Internationalen Klassifikation von Kopfschmerzerkrankungen raten zur äußerst zurückhaltenden Verwendung der Diagnose eines primären Donnerschlagkopfschmerzes.
Diagnostische Kriterien gemäß der Internationalen Klassifikation von Kopfschmerzerkrankungen (ICHD-3)
- A) Heftiger Kopfschmerz, der die Kriterien B und C erfüllt
- B) Plötzlicher Beginn, die maximale Schmerzintensität wird innerhalb einer Minute erreicht
- C) Dauer mindestens fünf Minuten
- D) Nicht besser erklärt durch eine andere ICHD-3-Diagnose

## Prognose
Wird nach umfangreicher Ausschlussdiagnostik ein primärer Donnerschlagkopfschmerz diagnostiziert, so wird eine „zumeist sehr gute“ Prognose mit spontanem Rückgang der Beschwerden angegeben.

## Geschichte
Der primäre Donnerschlagkopfschmerz ist seit ihrer zweiten Revision Bestandteil der Internationalen Klassifikation von Kopfschmerzerkrankungen (ICHD). In dieser Fassung war eine Symptomdauer von mindestens eine Stunde für die Diagnosestellung notwendig, dies wurde in der dritten Revision der Klassifikation zugunsten einer kürzeren Symptomdauer (mindestens fünf Minuten) geändert. Ebenso wird eine wiederholte Symptomatik nun nicht mehr ausgeschlossen.